# Интерьер ресторана в Арле
«Интерьер ресторана в Арле» (англ. Interior of a Restaurant in Arles) — две картины Ван Гога, написанные в конце августа 1888 года в Арле.

## История
Точное датирование картин «Интерьер ресторана в Арле» было сложным, в основном потому, что ван Гог никогда не упоминал картины ни в одном из сохранившихся писем. Пьер Лепроон датировал полотно концом августа 1888 года, отчасти благодаря цветущим подсолнухам и это стало общепринято, в том числе ведущим исследователем Ван Гога XX века Яном Хюлскером. Долгое время предполагалось, что это вид изнутри ресторана в отеле Каррель. Якоб де ла Фаи отмечает, что они, вероятно, были интерьером ресторана, расположенного рядом с Жёлтым домом, в котором жил Ван Гог. Хюлскер считал, что ван Гог создал два почти идентичных полотна, поскольку одно из них предназначалось для владельца ресторана и не верил, что версия JH1572 являлась эскизом для версии JH1573.

## Анализ
В то время как на полотнах, безусловно, представлены посетители ресторана в Арле, Бакстер в своей статье утверждал, что это первоначальная попытка Ван Гога создать Тайную вечерю в символистском стиле или в стиле священного реализма:
Есть много сходств между этой картиной и Тайной вечери Возрождения. В центре находится обслуживающая фигура. Большинство посетителей расположены вдоль дальней стороны стола. На переднем плане заметно три винных графина. Правда, не очень, но это начало…
Хотя Хюлскер утверждал, что попытка определения какая из картин была первой, было бы спекуляцией, Бакстер предложил следующий аргумент: вторая версия написана в клуазонистическом стиле, придавая ей эффект витража, который бы подходил для картины «Тайная вечеря»; и Ван Гог внёс ряд изменений в окончательную версию, в частности: добавление хлеба и размещение новой бутылки вина перед центральной фигурой, придавая ей особое значение. Кроме того, Ван Гог добавил ещё посетителей, в том числе фигуру, прячущуюся позади чего-то, что было в предыдущей версии вазой с цветами, а теперь кажется пальмовой ветвью. Кроме этого, цветочная композиция слева теперь напоминает вершину топора и находится примерно в том же положении, где апостол Пётр держит клинок в версии Леонардо да Винчи. Но самое главное, прямо рядом с ним, Ван Гог воспроизвёл склоняющийся образ апостола Иоанна Леонардо, которого особо почитал Ван Гог.
Наконец, Ван Гог окружил женскую фигуру вазами с цветами, мотив, который он повторил через несколько месяцев в своём триптихе «Колыбельная». И, наконец, все пустые стулья, которые можно сразу узнать по его картинам «Стул Винсента» и «Спальня в Арле» и двенадцать которых он только что купил, чтобы обустроить Жёлтый дом буквально за несколько часов до того, как ночью начнётся его символистская последняя Вечеря «Ночная терраса кафе».